# Gale Gordon
Gale Gordon (20 de febrero de 1906-30 de junio de 1995) fue un actor estadounidense.

## Radio
Su verdadero nombre era Charles T. Aldrich, Jr., y nació en Nueva York. Sus padres eran la actriz británica Gloria Gordon y el artista de vodevil Charles Aldrich, El primer gran éxito de Gordon en la radio llegó con el papel de Mayor La Trivia en Fibber McGee and Molly, antes de interpretar a Rumson Bullard en la serie spin off The Great Gildersleeve. Gordon y su personaje del Mayor La Trivia dejaron brevemente el programa en diciembre de 1942, al haberse ambos alistado a causa de la Segunda Guerra Mundial. 
Gordon fue el primer actor en interpretar a Flash Gordon, lo cual hizo en el serial radiofónico de 1935 The Amazing Interplanetary Adventures of Flash Gordon. En 1950 Gordon fue John Granby en la serie Granby's Green Acres, la cual fue la base para la serie televisiva de la década de 1960 Green Acres. Otro papel de Gordon fue el de Osgood Conklin en Our Miss Brooks, llevando el personaje a la TV en 1952. 
Además, Gordon interpretó a Rudolph Atterbury en My Favorite Husband, con Lucille Ball en una serie precursora de I Love Lucy. Gordon y Ball previamente habían trabajado juntos en The Wonder Show, con Jack Haley, entre 1938 y 1939. Ambos tuvieron una larga relación profesional y de amistad. Otros éxito radiofónico en el que trabajó Gordon fue The Phil Harris-Alice Faye Show.

## Televisión
Gordon fue la primera elección de Lucille Ball para interpretar a Fred Mertz en el show I Love Lucy, pero al estar comprometido con el programa Our Miss Brooks el papel quedó en manos de William Frawley. Sin embargo, hizo dos actuaciones como artista invitado en la serie. Gordon también tuvo un papel coprotagonista en la comedia televisiva Pete and Gladys.
En 1962 Ball creó The Lucy Show, y planeó contratar a Gordon para el papel de Theodore J. Mooney. Gordon, sin embargo, estaba todavía bajo contrato para interpretar un papel (tras el fallecimiento de Joseph Kearns) en la serie Dennis the Menace. Cuando ese programa finalizó en la primavera de 1963, Gordon se sumó al reparto de The Lucy Show en el papel de Mr. Mooney para trabajar en la temporada 1963-64. Mientras tanto, Charles Lane interpretó el papel en la temporada anterior. 
Tras la venta de los estudios Desilu, Ball cerró The Lucy Show en 1968 y empezó Here's Lucy, contando de nuevo con Gordon, esta vez en el papel de su irascible jefe. 
Gordon se retiró tras finalizar Here's Lucy, pero en la década de 1980 actuó una última vez para Ball en el programa Life With Lucy. Cuando Lucille Ball finalizó su carrera, Gordon demostró haber sido el único actor en haber trabajado con ella en todas sus series, tanto de radio como de televisión. 
Gordon falleció a causa de un cáncer de pulmón a los 89 años de edad en Escondido (California). Estuvo casado con Virginia Curley, fallecida poco antes que él. No tuvieron hijos.
En 1999, Gordon fue admitido a título póstumo en el Radio Hall of Fame y, por su contribución al medio radiofónico, recibió una estrella en el Paseo de la Fama de Hollywood, en el 6340 de Hollywood Boulevard.

## Filmografía
| - Elmer the Great (1933) (sin créditos) - Here We Go Again (1942) - My Favorite Husband (1947) - A Woman of Distinction (1950) (sin créditos) - Here Come the Nelsons (1952) - I Love Lucy (1952) - Francis Covers the Big Town (1953) - Our Miss Brooks (1953-1955) - Our Miss Brooks (1956) - Climax! (1956) - The Brothers (1956) Serie de TV - The Real McCoys (1 episodio) - Playhouse 90 (1957-1958) - Studio One (1958) - The Lucy-Desi Comedy Hour (1958) - Westinghouse Desilu Playhouse (1958) - Rally 'Round the Flag, Boys! (1958) - Sally (1957) Serie de TV - Don't Give Up the Ship (1959) - The 30 Foot Bride of Candy Rock (1959) - Visit to a Small Planet (1960) - All in a Night's Work (Todo en una noche)(1961) - Dondi (1961) | - All Hands on Deck (1961) - Angel - Mr. Johnson (1961) - Harrigan and Son (1961) - Pete and Gladys (1960-1962) - The Comedy Spot (1962) - Dennis the Menace (1962-1963) - Mr. and Mrs. (1964) (TV) - Sergeant Dead Head (1965) - Vacation Playhouse (1966) - The Danny Thomas Hour (1967) - The Lucy Show (1963-1968) - Speedway (1968) - Here's Lucy (1968-1974) - Lucy Calls the President (1977) (TV) - The Honeymooners Christmas Special (1977) (TV) - Lucy Moves to NBC (1980) (TV) - Bungle Abbey (1981) (TV) - Life with Lucy (1986) Serie de TV - The 'Burbs (1989) - Hi Honey, I'm Home (1991) - The New Lassie (1991) |